# Флавій Мессій Феб Север
Флавій Мессій Феб Север (*Flavius Messius Phoebus Severus, д/н —бл. 490) — державний діяч часів падіння Західної Римської імперії та правління Одоакра.

## Життєпис
Походив із заможної родини. Замолоду навчався у філософа Прокла в Олександрії Єгипетській. Під час навчання затоваришував з імператором Анфемієм, якого у 467–469 роках супроводжував до Константинополя, а потім до Риму.
У 470 році, в рік сходження Анфемія на трон, Мессій Феб стає консулом (разом з Флавієм Йорданом). У 471 році призначається міським префектом Риму та отримує найвищу державну посаду патриція. Під час своєї каденції частково відновлює Колізей. За деякими відомостями, Мессій разом з імператором планував відновлення паганства у Римі. Після смерті у 472 році імператора Анфемія, Мессій відходить від державних справ та перебирається до Олександрії (Єгипет). Тут помирає близько 490 року.